# Сидни (Охајо)
Сидни (енгл. Sidney) град је у америчкој савезној држави Охајо.

## Демографија
По попису из 2010. године број становника је 21.229, што је 1.018 (5,0%) становника више него 2000. године.
| Група             | 2000.          | 2010.          |
| Белци             | 18.544 (91,8%) | 18.923 (89,1%) |
| Афроамериканци    | 618 (3,1%)     | 778 (3,7%)     |
| Азијати           | 377 (1,9%)     | 350 (1,6%)     |
| Хиспаноамериканци | 262 (1,3%)     | 463 (2,2%)     |
| Укупно            | 20.211         | 21.229         |